# Прісдорф
Прісдорф (нім. Prisdorf) — громада в Німеччині, розташована в землі Шлезвіг-Гольштейн. Входить до складу району Піннеберг. Складова частина об'єднання громад Піннау.
Площа — 5,23 км2. Населення становить 2257 ос. (станом на 31 грудня 2020).